# أليساندرو لوكاريلي
أليساندرو لوكاريلي (بالإيطالية: Alessandro Lucarelli) (مواليد 22 يوليو 1977 في ليفورنو - إيطاليا) لاعب كرة قدم إيطالي معتزل كان يلعب سابقا لصالح نادي الدرجة الأولى بارما الإيطالي منذ 2008 في مركز قلب الدفاع كما يجيد اللعب في مركز الظهير الأيسر .

## روابط خارجية
- أليساندرو لوكاريلي على موقع الاتحاد الأوربي (الإنجليزية)
- أليساندرو لوكاريلي على موقع قاعدة بيانات كرة القدم.إي يو (الإنجليزية)
- أليساندرو لوكاريلي على موقع Soccerbase.com (لاعب) (الإنجليزية)
- أليساندرو لوكاريلي على موقع Soccerway.com (الإنجليزية)
- أليساندرو لوكاريلي على موقع عالم كرة القدم.نت (الإنجليزية)
- أليساندرو لوكاريلي على موقع كووورة
- أليساندرو لوكاريلي على موقع AS.com (الإسبانية)